# Origen de les llengües
L'origen de la llengua és un objecte d'estudi de diferents disciplines, com la lingüística, l'antropologia, la psicologia, la geografia i la genètica humana. El problema de l'origen del llenguatge es refereix a l'adquisició de la capacitat lingüística en els homínids que derivà en l'evolució del llenguatge humà amb l'estructura i forma actual que presenten les diferents llengües naturals.
Un problema diferent és l'origen filogenètic de les llengües humanes; aquest problema ha estat abordat principalment dins de la lingüística històrica i les principals hipòtesis són la monogènesi i poligènesi lingüística. D'acord amb la hipòtesi monogenètica, totes les llengües humanes deriven d'una llengua ancestral que degué aparéixer abans de l'eixida dels homo sapiens d'Àfrica. La hipòtesi poligenètica sosté que, si bé els humans tenien capacitat per al llenguatge, aquest aparegué en diferents grups d'humans més o menys per la mateixa època.
Una altra polèmica relacionada amb la hipòtesi monogenètica és què podem conéixer de l'estructura d'aquesta llengua. La postura més extrema arriba a postular que és possible reconstruir part del seu vocabulari, i s'ha pretés reconstruir l'idioma protosapiens, encara que la major part dels lingüistes consideren que no és possible reconstruir-lo.
L'origen naix en cada nació amb la seua naturalitat, ja que se'n va construint el vocabulari i aquest, amb el pas del temps, es va estenent. Les seves modificacions poden ser variades per factors interns com errors gramaticals o sonors i també per factors externs com l'intercanvi cultural que hi ha a causa de la globalització que dona cabuda a estrangerismes o altres errors comuns que es transformen en la manera de parlar d'una societat.

## Història
L'origen de les diferents llengües en l'espècie humana ha estat un tema debatut per diversos erudits al llarg dels segles. Al s. XIX, el debat arribà a ser tan aferrissat, persistent i repetitiu que, al 1866, la Societat Lingüística de París decidí prohibir el tema, al·ludint que totes aquestes teories eren tan contradictòries entre si que mai es podria arribar a un acord. Així, el problema de l'origen del llenguatge restà suspés quasi un segle, i ha reviscolat per l'esperança que els avanços en genètica, psicologia evolutiva, lingüística i antropologia foren capaços de donar-hi una resposta. Si bé al s. XIX les discussions eren merament especulatives, per falta d'evidències científiques sòlides, els avanços en genètica, lingüística comparativa i altres àrees feren ressorgir el debat al s. XX sobre bases més sòlides. Malgrat això, dins de l'estudi de la lingüística històrica, no hi ha consens sobre l'origen filogenètic de les llengües i l'antiguitat de les famílies lingüístiques. Els mètodes de reconstrucció lingüística a partir del lèxic, l'estructura i forma actual que presenten les llengües perd fiabilitat a mesura que se'n tracta de reconstruir estats més antics, i s'estima que per a profunditats de més de 5 o 6 mil·lennis, és impossible reconstruir els trets essencials d'una protollengua.
Un dels problemes que dificulta l'estudi d'aquesta temàtica és la manca d'evidència directa. Segons lingüistes, pot haver-hi unes 4.000 o 5.000 llengües al món, algunes bases de dades com Ethnologue agrupen les varietats lingüístiques existents en més de 6.500 llengües (no sempre hi ha un criteri definit per decidir si dues varietats són dialectes de la mateixa llengua o llengües diferents). Als lingüistes sempre els ha causat intriga el fet que hi haja tantes llengües, per això des dels inicis del treball científic sistemàtic es van esforçar per provar que les llengües emparentades derivaven de llengües antigues que s'havien diversificat. Així les més de 5.000 llengües poden agrupar-se en només uns quants centenars de famílies, entre les quals destaquen unes poques desenes de famílies que agrupen la gran majoria de les llengües del món.

## Hipòtesis científiques
- Monogènesi: (de Mono: 'únic', i de gènesi: 'origen') és la teoria que afirma que, en el passat, totes les persones parlaven una llengua comuna i, per causes culturals, geogràfiques, socials, polítiques, físiques, o espirituals, la llengua va anar canviant.
- Poligènesi: (de poli: 'diversos', i de gènesi: 'origen') és la contrària a l'anterior. Afirma que, més o menys, d'una manera simultània, en diferents llocs sorgiren llengües diferents, que degueren originar les llengües mare, que al seu torn propiciaren els diferents idiomes i dialectes actuals.